# الفحم في تركيا

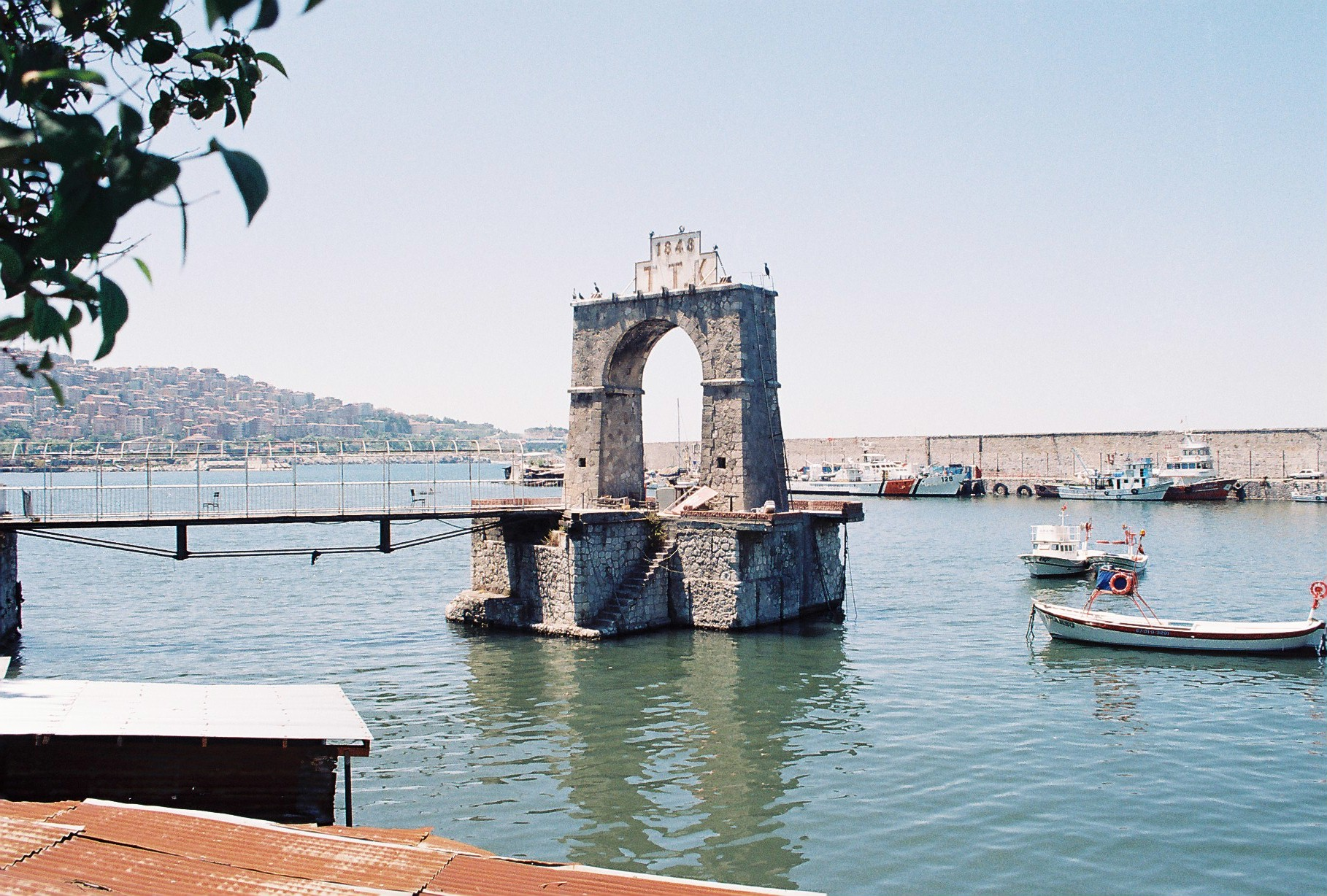
الرصيف الذي كان يشحن الفحم سابقًا من زونغولداق

تعتمد تركيا على الفحم في إنتاج ما يتجاوز ربع الطاقة الأولية. يولد قطاع الفحم المدعوم بشدة أكثر من ثلث الكهرباء في البلاد ويتسبب بانبعاث ثلث كمية الغازات الدفيئة في تركيا.
يُعتبر الليغنيت (الفحم البني) أكثر أنواع الفحم المستخرج في تركيا، وهو الأكثر تلويثًا مقارنة بأنواع الفحم الأخرى. تشجع سياسة الطاقة التركية تعدين الليغنيت في محطات الطاقة التي تعمل بالفحم من أجل تقليل استيراد الغاز، إذ تشكل إمدادات الفحم نسبة تتجاوز 40% من إنتاج الطاقة المحلي. بلغت صناعة التعدين ذروتها في عام 2018، بإجمالي ناتج تجاوز 100 مليون طن، وانخفض على نحو ملحوظ في عام 2019. تستورد تركيا معظم أنواع الفحم، على عكس الليغنيت الذي تنتجه محليًا، بينما تستورد جميع الفحم البيتوميني الذي تستخدمه تقريبًا. بلغ استهلاك الفحم ذروته في عام 2018 (لكنه قد يبلغ ذروته مجددًا). أكبر حقل فحم في تركيا هو حقل إلبستان.
تساهم محطات الطاقة التي تعمل بالفحم في تلوث الهواء بشكل ملحوظ، وتخلف آثارًا شديدة وواسعة النطاق على الصحة العامة في جميع أنحاء البلاد والمنطقة. تشير التقديرات إلى أنه في عام 2019، تسبب تلوث الهواء من محطات الطاقة التي تعمل بالفحم في تركيا بنحو 5000 حالة وفاة مبكرة والتوقف عن العمل لمدة تتجاوز 1.4 مليون يوم بسبب المرض. هناك حدود لانبعاثات غاز المداخن، إلا أن البيانات غير مُصرّح بها للعلن.

## تاريخيًا

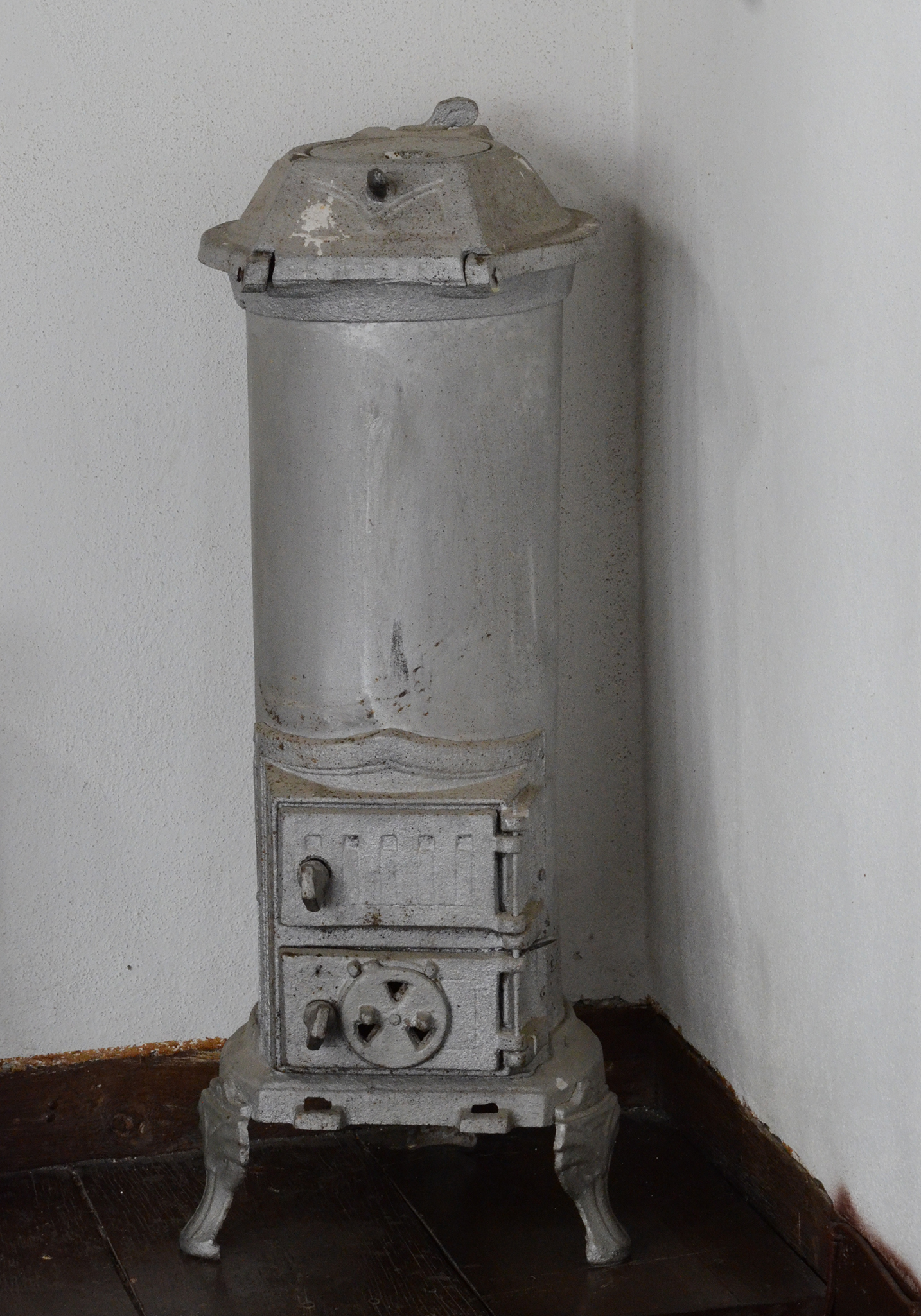
موقد الفحم القديم في منزل تاريخي بقوزان - أضنة: نموذج لاستخدام الفحم في التراث الصناعي التركي

### التعدين والصناعة
في أربعينيات القرن التاسع عشر، وسعت البحرية العثمانية نطاق أسطولها الذي يعمل بالطاقة البخارية من أجل الدفاع عن الإمبراطورية العثمانية ضد الإمبراطورية الروسية المتوسعة، فأصبح العثور على حقول الفحم المحلية أولوية وطنية. تُروى العديد من القصص حول اكتشاف الفحم على ساحل البحر الأسود في ما يعرف حاليًا بمقاطعة زانغولداك. من غير المؤكد أن شركة إيريغلي لمناجم الفحم بدأت الإنتاج في عام 1842 وأن الفحم المستخرج في إيريغلي وأماصره استُخدم لتزويد السفن البخارية بالوقود.
في عام 1848، رسم السلطان عبد المجيد الأول خريطة حوض فحم إيريغلي (المعروف حاليًا باسم حوض زانغولداك) وطالب به، وعمل على تأجيره لاحقًا ولا سيما للتجار الأجانب. البحرية العثمانية هي أول زبائن صناعة الفحم في تركيا. مع ذلك، خلال منتصف خمسينيات القرن التاسع عشر أثناء اندلاع حرب القرم، استولت البحرية الملكية البريطانية، حليفة الإمبراطورية العثمانية، على الإنتاج ليزداد من خلال استيراد آلات التعدين وتدريب عمال المناجم الأتراك. بحلول عام 1875، أصبحت البحرية العثمانية ثالث أكبر القوات في العالم، وأصبحت المناجم نقطة جذب للعمال من خارج المنطقة، على الرغم من الظروف الخطرة المحيطة بالعمل.
في عام 1914، افتُتحت أول محطة طاقة تعمل بالفحم، محطة سيلاهتاراغا للطاقة (مركز سانترال اسطنبول للثقافة حاليًا)، وفي أعقاب هزيمة الإمبراطورية العثمانية في الحرب العالمية الأولى وحرب الاستقلال التركية اللاحقة، أصبحت جمهورية تركيا الجديدة أكثر تصنيعًا للفحم في إطار إصلاحات أتاتورك. كان فحم الليغنيت المُستخرج من سوما مصدر تزويد الجيش بالوقود خلال الحرب العالمية الأولى، وبدأ تعدين الليغنيت في العديد من حقول الفحم الأخرى في عام 1927. ما يزال حقل الفحم في زانغولداك المصدر الوطني الوحيد للفحم الصلب المُستخدم منذ القدم في صناعة الصلب، وجرى تأميم مناجمه في عام 1940. في منتصف القرن العشرين، شجعت الدولة نمو قطاعي الإسمنت والصلب في زانغولداك. في أواخر القرن العشرين، أُنشئ العديد من محطات الطاقة بالقرب من حقول الليغنيت مثل حقل إلبستان.
في أوائل القرن الواحد والعشرين، تزايد الوعي حول الضرر الذي يلحقه الفحم بالصحة العامة. مع ذلك، ركزت الحكومة التركية على تجنب استيراد الكثير من الغاز الطبيعي، والذي كان مكلفًا آنذاك بسبب سيطرة روسيا على الإمدادات. لم تتمكن الحركة البيئية الناشئة من منع بناء العديد من محطات الطاقة التي تعمل بالفحم، ولكنها أوقفت بعضها. عقب سنوات من النضال الذي مارسه دعاة حماية البيئة، جرى تحسين معايير انبعاثات المداخن أخيرًا في نهاية عام 2010، ما أدى إلى إغلاق عدد قليل من المصانع القديمة. فيما يتعلق بصناعة الصلب، أصبحت معظم المصانع الحالية أفرانًا قوسية كهربائية.

### التدفئة السكنية والطهي
ابتداءً من القرن التاسع عشر، حلت المواقد محل أفران حرق الخشب في منازل الأناضول التقليدية. لتدفئة المنازل، احتوت كل غرفة على موقد أو مدخنة. بعد أواخر سبعينيات القرن العشرين، اقتصر استخدام فحم الكوك على مؤسسات كالمدارس، ومُنحت الأسر الفحم الأكثر تلويثًا والأرخص. شرعت تركيا باستيراد الغاز الطبيعي في أواخر ثمانينيات القرن العشرين، وبحلول نهاية العقد الأول من القرن الواحد والعشرين، جرى توسيع نطاق شبكة توزيع خطوط الأنابيب لتشمل أكثر من 80% من السكان. مع ذلك، ما يزال بعض هؤلاء الأشخاص يستخدمون الفحم بسبب الافتقار للطاقة، ويصاحب ذلك تلوث الهواء الذي يسبب المرض والوفيات المبكرة. تحتوي معظم المباني المُشيّدة منذ أواخر القرن العشرين على تدفئة تعمل بالغاز وليس الفحم.
في عشرينيات القرن الواحد والعشرين، ما يزال استخدام الفحم قائمًا في بعض المقاطعات للتدفئة بما في ذلك المباني العامة، ولا سيما في المناطق الريفية، وحتى للطهي أحيانًا، على الرغم من توفر الكهرباء والغاز المعبأ في كل مكان. في عام 2019، منحت هيئة أعمال الفحم التركية مليونًا ونصف مليون طن من الفحم المجاني للأسر التي يقل متوسط دخل الفرد فيها عن ثلث الحد الأدنى للأجور (أقل من 700 ليرة في عام 2020)، حتى في الأحياء التي يمر غاز الأنابيب بها. تتسبب المواقد بأكثر من ثلاثة أرباع الوفيات بأول أكسيد الكربون، إذ بلغت نحو 200 حالة وفاة في عام 2017 معظمها في المناطق الريفية الفقيرة.

## حقول الفحم ومناجمه
اعتبارًا من عام 2017، احتلت تركيا المرتبة 11 في قائمة الدول التي تتصدر إنتاج الفحم، إذ تستخرج 1.3% من الفحم في العالم، مع انتشار رواسب الليغنيت وشبه البيتومينية في جميع أنحاء البلاد. لا تحتوي البلاد على الفحم الصلب بسبب جغرافيتها، ويتميز الفحم الصلب بكثافة طاقة أعلى (أكثر من 7250 جول/ كغ)، ويتواجد على ارتفاع 1000 متر من سطح البحر. تمتلك الدولة جميع رواسب الفحم إلا أن القطاع الخاص يضطلع بأكثر من نصف عمليات التعدين في البلاد. في عام 2017، استُخرج نحو نصف إنتاج الفحم في تركيا من المناجم المملوكة للدولة، ولكن الحكومة تسعى إلى توسيع الخصخصة. اعتبارًا من عام 2019، أصبحت تركيا تحتوي 436 شركة تعدين فحم و740 منجمًا للفحم، مع طرح المزيد من تراخيص التعدين والتنقيب. مع ذلك، لا تقدم بعض شركات الحفر عطاءات للحصول على تراخيص لأن التنقيب عن المعادن أكثر ربحية، وفي عام 2018، دُمج العديد من تراخيص التعدين مع تراخيص الفحم. لا يحق لعمال مناجم الفحم الإضراب. وفقًا لخطة التنمية 11 للفترة 2019-2023: «سيجري الانتهاء من استكشاف احتياطيات الليغنيت وسيكون المصنع جاهزًا للمناقصة».

### الفحم الصلب
يُعتبر حوض زانغولداك الواقع في الشمال الغربي المنطقة الوحيدة المُخصصة في تركيا لتعدين الفحم الذي ينتج الفحم الصلب، بكمية تبلغ نحو مليوني طن سنويًا، ويُستخرج من عدة مناجم منها كانديلي وأماصرة وكرادون وكوزلو وأوزولميز. مقارنة بالدول الأخرى، فإن قيمة الطاقة في الفحم منخفضة، إذ تبلغ 6200 جول/ كغ (2800 جول/ رطل) إلى 7250 جول/ كغ (3290 جول/ رطل). تبلغ نسبة الرماد إلى الفحم 10 إلى 15، والرطوبة 4 إلى 14، والكبريت 0.8 إلى 1. على الرغم من أن انخفاض الدرجة يعني جودة قابلة للحمل أو شبه قابلة للحمل. نظرًا لوجود الكثير التصدعات والطيات في المنطقة فإن التعدين فيها صعب.